# Jodelklub
Ein Jodelklub oder auch Jodlerklub ist in der Schweiz der Sammelbegriff für Chöre, die sich hauptsächlich auf den Jodelgesang konzentrieren. Ihr Repertoire besteht in der Regel fast ausschließlich aus Jodelliedern und Naturjodel im traditionellen Stil. Traditionsgemäss sind Jodelklubs größtenteils Männerchöre, teils durch wenige Frauen verstärkt. Selten werden Jodelklubs mit einem Akkordeon begleitet.

## Beispiele für Jodelklubs
- Jodlerklub Wiesenberg
- Kronbergchörli